# Amsterdams Theaterhuis
Het Amsterdams Theaterhuis is een Amsterdams theater gevestigd op het WG-terrein.  Het theater biedt naast een theaterschool ruimte aan zowel amateur- als professionele podiumkunstenaars en heeft op de tribune plaats voor 95 bezoekers. Onder andere Theatergroep Toetssteen en Theatergroep De Spelers spelen er hun voorstellingen. 
Het theater werd in 1985 in gebruik genomen als Het Amphitheater. Tussen 1997 en 2008 stond het theater bekend als Het Gasthuis, waarna het een dependance werd van Theater Frascati. In maart 2014 volgde de naamswijziging naar het Amsterdams Theaterhuis.